# طواف فرنسا للسيدات 2023
طواف فرنسا للسيدات 2023 (بالفرنسية: Tour de France Femmes 2023)‏ هو سباق دراجات هوائية، وهو الموسم الثاني من سباق فرنسا للدراجات للسيدات، وأقيم خلال الفترة من 23 يوليو 2023، وحتى 30 يوليو 2023، وشارك فيه  154 متسابقاً ووصل إلى نهايته  123 متسابقاً.
فاز بالمركز الأول ديمي فوليرينغ، وفاز بالمركز الثاني وفي ترتيب النقاط لوت كوبيكي، وفاز بالمركز الثالث وفي تصنيف الجبال كاتارزينا نيفيادوما، وفاز في ترتيب الفرق إس دي وركس 2023 ‏، وفاز بمركز أفضل مقاتل Yara Kastelijn ‏، وفاز في ترتيب النقاط للشباب Cédrine Kerbaol ‏.

## الفرق
| فرق سيدات عالمية (15)- كانيون–إس آر إيه إم ريسينغ 2023 ‏ - EF Education–Tibco–SVB ‏ - FDJ–Suez ‏ - بلانتور بورا سيلينج تيم ‏ - رالي سايكلنج 2023 ‏ - فريق كوجياس ميتلر لوك برو للدراجات ‏ - ليف ريسينغ ‏ - موفيستار للسيدات ‏ - فريق سنويب للسيدات ‏ - Liv AlUla Jayco ‏ - جامبو فيسما للسيدات ‏ - إس دي وركس 2023 ‏ - Lidl–Trek (women's team) ‏ - يو أي أيه تيم 2023 ‏ - فريق أونو إكس برو للدراجات للسيدات 2023 ‏ فرق دراجات قارية سيدات (7)- إن إكس تي جي ريسينغ ‏ - اركيا للسيدات 2023 ‏ - Ceratizit Pro Cycling ‏ - Cofidis Women Team ‏ - دروبز ‏ - St. Michel–Preference Home–Auber93 (women's team) ‏ - تيم كوب هايتك بوردكتس ‏ |  |
| |  |

## المراحل
| قائمة المراحل | قائمة المراحل | قائمة المراحل                      | قائمة المراحل         | قائمة المراحل | قائمة المراحل | قائمة المراحل        | قائمة المراحل |
| المرحلة       | التاريخ       | الدورة                             |                       | المسافة (كم)  | الارتفاع      | الفائز بالمرحلة      | القائد العام  |
| ------------- | ------------- | ---------------------------------- | --------------------- | ------------- | ------------- | -------------------- | ------------- |
| المرحلة 1     | 23 يوليو      | كليرمون فيران – كليرمون فيران      | مرحلة مستوية          | 123٫8         | 1٬051 م       | لوت كوبيكي           | لوت كوبيكي    |
| المرحلة 2     | 24 يوليو      | كليرمون فيران – مورياك             | مرحلة التلال          | 151٫7         | 2٬449 م       | ليان ليبرت           | لوت كوبيكي    |
| المرحلة 3     | 25 يوليو      | كولونز لا روج – Montignac-Lascaux ‏ | مرحلة مستوية          | 147٫2         | 1٬846 م       | لورينا ويبيس         | لوت كوبيكي    |
| المرحلة 4     | 26 يوليو      | قاورش – روديز                      | مرحلة التلال          | 177٫1         | 2٬477 م       | Yara Kastelijn ‏      | لوت كوبيكي    |
| المرحلة 5     | 27 يوليو      | Onet-le-Château ‏ – ألبي            | مرحلة مستوية          | 126٫1         | 1٬732 م       | Ricarda Bauernfeind ‏ | لوت كوبيكي    |
| المرحلة 6     | 28 يوليو      | ألبي – بلانياك                     | مرحلة مستوية          | 122٫1         | 1٬192 م       | Emma Norsgaard       | لوت كوبيكي    |
| المرحلة 7     | 29 يوليو      | Lannemezan ‏ – Col du Tourmalet ‏    | مرحلة جبلية           | 89٫8          | 2٬611 م       | ديمي فوليرينغ        | ديمي فوليرينغ |
| المرحلة 8     | 30 يوليو      | بو – بو                            | مرحلة سباق الزمن فردي | 22٫6          | 197 م         | مارلين رويسر         | ديمي فوليرينغ |

## النتيجة

### مرحلة 1
هي مرحلة مستوية، أقيمت في 23 يوليو 2023، وامتدّت لمسافة 123.8 كيلومتر. فاز بالمركز الأول، وتصدر ترتيب النقاط وترتيب التسلق والترتيب العام في نهاية المرحلة لوت كوبيكي، وفاز بالمركز الثاني لورينا ويبيس، وفاز بالمركز الثالث Charlotte Kool ‏، وتصدر ترتيب الفرق إس دي وركس 2023 ‏، وتصدر تصنيف القتال Marta Lach ‏، وتصدر ترتيب النقاط للشباب Cédrine Kerbaol ‏.
| التصنيف العام         | التصنيف العام            | التصنيف العام                       | التصنيف العام | التصنيف العام |
| العداء                | العداء                   | الفريق                              | الوقت         |               |
| --------------------- | ------------------------ | ----------------------------------- | ------------- | ------------- |
| 1                     | لوت كوبيكي               | إس دي وركس ‏                         | 3 س 03 د 59 ث |               |
| 2                     | لورينا ويبيس             | إس دي وركس ‏                         | + 45 ث        |               |
| 3                     | Charlotte Kool ‏          | فريق سنويب للسيدات ‏                 | + 47 ث        |               |
| 4                     | ماريان فوس               | جامبو فيسما للسيدات ‏                | + 51 ث        |               |
| 5                     | آشلي مولمان              | إن إكس تي جي ريسينغ ‏                | + 53 ث        |               |
| 6                     | ديمي فوليرينغ            | إس دي وركس ‏                         | + 53 ث        |               |
| 7                     | تمارا بالابولينا ‏        | فريق كوجياس ميتلر لوك برو للدراجات ‏ | + 53 ث        |               |
| 8                     | سيسيلي أوتوب لودفيغ      | FDJ–Suez ‏                           | + 53 ث        |               |
| 9                     | مارغريتا فيكتوريا غارسيا | ليف ريسينغ ‏                         | + 53 ث        |               |
| 10                    | إليسا ونغو بورغيني       | Lidl–Trek (women's team) ‏           | + 53 ث        |               |
|                       |                          |                                     |               |               |
| مصدر: ProCyclingStats |                          |                                     |               |               |

### مرحلة 2
هي مرحلة جبلية، أقيمت في 24 يوليو 2023، وامتدّت لمسافة 151.7 كيلومتر. فاز بالمركز الأول ليان ليبرت، وتصدر ترتيب الفرق إس دي وركس 2023 ‏، وتصدر تصنيف القتال أنوسكا كوستر، وتصدر ترتيب التسلق Yara Kastelijn ‏، وتصدر الترتيب العام في نهاية المرحلة وترتيب النقاط لوت كوبيكي، وتصدر ترتيب النقاط للشباب Cédrine Kerbaol ‏.
| التصنيف العام         | التصنيف العام        | التصنيف العام                       | التصنيف العام | التصنيف العام |
| العداء                | العداء               | الفريق                              | الوقت         |               |
| --------------------- | -------------------- | ----------------------------------- | ------------- | ------------- |
| 1                     | لوت كوبيكي           | إس دي وركس ‏                         | 7 س 17 د 36 ث |               |
| 2                     | ليان ليبرت           | موفيستار للسيدات ‏                   | + 49 ث        |               |
| 3                     | آشلي مولمان          | إن إكس تي جي ريسينغ ‏                | + 59 ث        |               |
| 4                     | ديمي فوليرينغ        | إس دي وركس ‏                         | + 59 ث        |               |
| 5                     | سيسيلي أوتوب لودفيغ  | FDJ–Suez ‏                           | + 59 ث        |               |
| 6                     | تمارا بالابولينا ‏    | فريق كوجياس ميتلر لوك برو للدراجات ‏ | + 59 ث        |               |
| 7                     | إليسا ونغو بورغيني   | Lidl–Trek (women's team) ‏           | + 59 ث        |               |
| 8                     | أنيميك فان فليوتن    | موفيستار للسيدات ‏                   | + 59 ث        |               |
| 9                     | Katarzyna Niewiadoma | كانيون–إس آر إيه إم ‏                | + 59 ث        |               |
| 10                    | أني سانستيبان        | Liv AlUla Jayco ‏                    | + 1 د 03 ث    |               |
|                       |                      |                                     |               |               |
| مصدر: ProCyclingStats |                      |                                     |               |               |

### مرحلة 3
هي مرحلة مستوية، أقيمت في 25 يوليو 2023، وامتدّت لمسافة 147.2 كيلومتر. فاز بالمركز الأول لورينا ويبيس، وتصدر ترتيب التسلق وتصنيف القتال Julie Van de Velde ‏، وتصدر ترتيب الفرق إس دي وركس 2023 ‏، وتصدر ترتيب النقاط للشباب Cédrine Kerbaol ‏، وتصدر الترتيب العام في نهاية المرحلة وترتيب النقاط لوت كوبيكي.
| التصنيف العام         | التصنيف العام        | التصنيف العام                       | التصنيف العام  | التصنيف العام |
| العداء                | العداء               | الفريق                              | الوقت          |               |
| --------------------- | -------------------- | ----------------------------------- | -------------- | ------------- |
| 1                     | لوت كوبيكي           | إس دي وركس ‏                         | 11 س 07 د 19 ث |               |
| 2                     | ليان ليبرت           | موفيستار للسيدات ‏                   | + 55 ث         |               |
| 3                     | آشلي مولمان          | إن إكس تي جي ريسينغ ‏                | + 1 د 05 ث     |               |
| 4                     | Katarzyna Niewiadoma | كانيون–إس آر إيه إم ‏                | + 1 د 05 ث     |               |
| 5                     | إليسا ونغو بورغيني   | Lidl–Trek (women's team) ‏           | + 1 د 05 ث     |               |
| 6                     | أنيميك فان فليوتن    | موفيستار للسيدات ‏                   | + 1 د 05 ث     |               |
| 7                     | تمارا بالابولينا ‏    | فريق كوجياس ميتلر لوك برو للدراجات ‏ | + 1 د 05 ث     |               |
| 8                     | ديمي فوليرينغ        | إس دي وركس ‏                         | + 1 د 05 ث     |               |
| 9                     | سيسيلي أوتوب لودفيغ  | FDJ–Suez ‏                           | + 1 د 05 ث     |               |
| 10                    | أماندا سبرات         | Lidl–Trek (women's team) ‏           | + 1 د 09 ث     |               |
|                       |                      |                                     |                |               |
| مصدر: ProCyclingStats |                      |                                     |                |               |

### مرحلة 4
هي مرحلة جبلية، أقيمت في 26 يوليو 2023، وامتدّت لمسافة 177.1 كيلومتر. فاز بالمركز الأول، وتصدر تصنيف القتال Yara Kastelijn ‏، وتصدر ترتيب الفرق إس دي وركس 2023 ‏، وتصدر ترتيب التسلق أنوسكا كوستر، وتصدر ترتيب النقاط للشباب Cédrine Kerbaol ‏، وتصدر الترتيب العام في نهاية المرحلة وترتيب النقاط لوت كوبيكي.
| التصنيف العام         | التصنيف العام        | التصنيف العام             | التصنيف العام  | التصنيف العام |
| العداء                | العداء               | الفريق                    | الوقت          |               |
| --------------------- | -------------------- | ------------------------- | -------------- | ------------- |
| 1                     | لوت كوبيكي           | إس دي وركس ‏               | 15 س 47 د 25 ث |               |
| 2                     | ديمي فوليرينغ        | إس دي وركس ‏               | + 43 ث         |               |
| 3                     | آشلي مولمان          | إن إكس تي جي ريسينغ ‏      | + 51 ث         |               |
| 4                     | Katarzyna Niewiadoma | كانيون–إس آر إيه إم ‏      | + 51 ث         |               |
| 5                     | إليسا ونغو بورغيني   | Lidl–Trek (women's team) ‏ | + 51 ث         |               |
| 6                     | أنيميك فان فليوتن    | موفيستار للسيدات ‏         | + 51 ث         |               |
| 7                     | Yara Kastelijn ‏      | بلانتور بورا سيلينج تيم ‏  | + 1 د 00 ث     |               |
| 8                     | ليان ليبرت           | موفيستار للسيدات ‏         | + 1 د 39 ث     |               |
| 9                     | جولييت لابوس         | فريق سنويب للسيدات ‏       | + 1 د 48 ث     |               |
| 10                    | سيسيلي أوتوب لودفيغ  | FDJ–Suez ‏                 | + 1 د 49 ث     |               |
|                       |                      |                           |                |               |
| مصدر: ProCyclingStats |                      |                           |                |               |

### مرحلة 5
هي مرحلة مستوية، أقيمت في 27 يوليو 2023، وامتدّت لمسافة 126.1 كيلومتر. فاز بالمركز الأول، وتصدر تصنيف القتال Ricarda Bauernfeind ‏، وتصدر ترتيب التسلق Yara Kastelijn ‏، وتصدر ترتيب الفرق إس دي وركس 2023 ‏، وتصدر ترتيب النقاط للشباب Cédrine Kerbaol ‏، وتصدر الترتيب العام في نهاية المرحلة وترتيب النقاط لوت كوبيكي.
| التصنيف العام         | التصنيف العام        | التصنيف العام             | التصنيف العام  | التصنيف العام |
| العداء                | العداء               | الفريق                    | الوقت          |               |
| --------------------- | -------------------- | ------------------------- | -------------- | ------------- |
| 1                     | لوت كوبيكي           | إس دي وركس ‏               | 18 س 55 د 17 ث |               |
| 2                     | آشلي مولمان          | إن إكس تي جي ريسينغ ‏      | + 49 ث         |               |
| 3                     | إليسا ونغو بورغيني   | Lidl–Trek (women's team) ‏ | + 51 ث         |               |
| 4                     | Katarzyna Niewiadoma | كانيون–إس آر إيه إم ‏      | + 51 ث         |               |
| 5                     | أنيميك فان فليوتن    | موفيستار للسيدات ‏         | + 51 ث         |               |
| 6                     | Yara Kastelijn ‏      | بلانتور بورا سيلينج تيم ‏  | + 1 د 00 ث     |               |
| 7                     | ديمي فوليرينغ        | إس دي وركس ‏               | + 1 د 03 ث     |               |
| 8                     | ليان ليبرت           | موفيستار للسيدات ‏         | + 1 د 25 ث     |               |
| 9                     | Ricarda Bauernfeind ‏ | كانيون–إس آر إيه إم ‏      | + 1 د 38 ث     |               |
| 10                    | جولييت لابوس         | فريق سنويب للسيدات ‏       | + 1 د 48 ث     |               |
|                       |                      |                           |                |               |
| مصدر: ProCyclingStats |                      |                           |                |               |

### مرحلة 6
هي مرحلة مستوية، أقيمت في 28 يوليو 2023، وامتدّت لمسافة 122.1 كيلومتر. فاز بالمركز الأول إيما نورسجارد يورجنسن، وتصدر تصنيف القتال Agnieszka Skalniak-Sójka ‏، وتصدر ترتيب الفرق إس دي وركس 2023 ‏، وتصدر ترتيب التسلق Yara Kastelijn ‏، وتصدر ترتيب النقاط للشباب Cédrine Kerbaol ‏، وتصدر الترتيب العام في نهاية المرحلة وترتيب النقاط لوت كوبيكي.
| التصنيف العام         | التصنيف العام        | التصنيف العام             | التصنيف العام  | التصنيف العام |
| العداء                | العداء               | الفريق                    | الوقت          |               |
| --------------------- | -------------------- | ------------------------- | -------------- | ------------- |
| 1                     | لوت كوبيكي           | إس دي وركس ‏               | 21 س 54 د 30 ث |               |
| 2                     | آشلي مولمان          | إن إكس تي جي ريسينغ ‏      | + 53 ث         |               |
| 3                     | أنيميك فان فليوتن    | موفيستار للسيدات ‏         | + 55 ث         |               |
| 4                     | إليسا ونغو بورغيني   | Lidl–Trek (women's team) ‏ | + 55 ث         |               |
| 5                     | Katarzyna Niewiadoma | كانيون–إس آر إيه إم ‏      | + 55 ث         |               |
| 6                     | Yara Kastelijn ‏      | بلانتور بورا سيلينج تيم ‏  | + 1 د 04 ث     |               |
| 7                     | ديمي فوليرينغ        | إس دي وركس ‏               | + 1 د 07 ث     |               |
| 8                     | ليان ليبرت           | موفيستار للسيدات ‏         | + 1 د 29 ث     |               |
| 9                     | Ricarda Bauernfeind ‏ | كانيون–إس آر إيه إم ‏      | + 1 د 42 ث     |               |
| 10                    | جولييت لابوس         | فريق سنويب للسيدات ‏       | + 1 د 52 ث     |               |
|                       |                      |                           |                |               |
| مصدر: ProCyclingStats |                      |                           |                |               |

### مرحلة 7
هي مرحلة جبلية، أقيمت في 29 يوليو 2023، وامتدّت لمسافة 89.8 كيلومتر. فاز بالمركز الأول، وتصدر Q24257871 والترتيب العام في نهاية المرحلة ديمي فوليرينغ، وفاز بالمركز الثاني، وتصدر ترتيب التسلق وتصنيف القتال كاتارزينا نيفيادوما، وفاز بالمركز الثالث أنيميك فان فليوتن، وتصدر ترتيب الفرق إس دي وركس 2023 ‏، وتصدر ترتيب النقاط للشباب Cédrine Kerbaol ‏، وتصدر ترتيب النقاط لوت كوبيكي.
| التصنيف العام         | التصنيف العام        | التصنيف العام             | التصنيف العام  | التصنيف العام |
| العداء                | العداء               | الفريق                    | الوقت          |               |
| --------------------- | -------------------- | ------------------------- | -------------- | ------------- |
| 1                     | ديمي فوليرينغ        | إس دي وركس ‏               | 24 س 48 د 10 ث |               |
| 2                     | Katarzyna Niewiadoma | كانيون–إس آر إيه إم ‏      | + 1 د 50 ث     |               |
| 3                     | أنيميك فان فليوتن    | موفيستار للسيدات ‏         | + 2 د 28 ث     |               |
| 4                     | لوت كوبيكي           | إس دي وركس ‏               | + 2 د 35 ث     |               |
| 5                     | آشلي مولمان          | إن إكس تي جي ريسينغ ‏      | + 2 د 39 ث     |               |
| 6                     | جولييت لابوس         | فريق سنويب للسيدات ‏       | + 3 د 41 ث     |               |
| 7                     | أني سانستيبان        | Liv AlUla Jayco ‏          | + 6 د 23 ث     |               |
| 8                     | سيسيلي أوتوب لودفيغ  | FDJ–Suez ‏                 | + 6 د 42 ث     |               |
| 9                     | Ricarda Bauernfeind ‏ | كانيون–إس آر إيه إم ‏      | + 7 د 42 ث     |               |
| 10                    | أماندا سبرات         | Lidl–Trek (women's team) ‏ | + 8 د 18 ث     |               |
|                       |                      |                           |                |               |
| مصدر: ProCyclingStats |                      |                           |                |               |

### مرحلة 8
هي مرحلة من نوع سباق زمن فردي، أقيمت في 30 يوليو 2023، وامتدّت لمسافة 22.6 كيلومتر. فاز بالمركز الأول مارلين رويسر، وتصدر الترتيب العام في نهاية المرحلة ديمي فوليرينغ، وتصدر ترتيب الفرق إس دي وركس 2023 ‏، وتصدر ترتيب النقاط للشباب Cédrine Kerbaol ‏، وتصدر ترتيب التسلق كاتارزينا نيفيادوما، وتصدر ترتيب النقاط لوت كوبيكي.
| التصنيف العام         | التصنيف العام        | التصنيف العام             | التصنيف العام  | التصنيف العام |
| العداء                | العداء               | الفريق                    | الوقت          |               |
| --------------------- | -------------------- | ------------------------- | -------------- | ------------- |
| 1                     | ديمي فوليرينغ        | إس دي وركس ‏               | 25 س 17 د 35 ث |               |
| 2                     | لوت كوبيكي           | إس دي وركس ‏               | + 3 د 03 ث     |               |
| 3                     | Katarzyna Niewiadoma | كانيون–إس آر إيه إم ‏      | + 3 د 03 ث     |               |
| 4                     | أنيميك فان فليوتن    | موفيستار للسيدات ‏         | + 3 د 59 ث     |               |
| 5                     | جولييت لابوس         | فريق سنويب للسيدات ‏       | + 4 د 48 ث     |               |
| 6                     | آشلي مولمان          | إن إكس تي جي ريسينغ ‏      | + 5 د 21 ث     |               |
| 7                     | سيسيلي أوتوب لودفيغ  | FDJ–Suez ‏                 | + 9 د 09 ث     |               |
| 8                     | أني سانستيبان        | Liv AlUla Jayco ‏          | + 9 د 36 ث     |               |
| 9                     | Ricarda Bauernfeind ‏ | كانيون–إس آر إيه إم ‏      | + 9 د 56 ث     |               |
| 10                    | أماندا سبرات         | Lidl–Trek (women's team) ‏ | + 10 د 14 ث    |               |
|                       |                      |                           |                |               |
| مصدر: ProCyclingStats |                      |                           |                |               |

## المشاركون
| موفيستار للسيدات ‏ MOV | موفيستار للسيدات ‏ MOV      | موفيستار للسيدات ‏ MOV |
| --------------------- | -------------------------- | --------------------- |
| م                     | عداء                       | مرتبة                 |
| 1                     | أنيميك فان فليوتن (طريق)   | 4                     |
| 2                     | أود بيانيك                 | 84                    |
| 3                     | شيلا جوتيريز               | 89                    |
| 4                     | Emma Norsgaard (زمني فردي) | 70                    |
| 5                     | ليان ليبرت (طريق)          | 20                    |
| 6                     | فلورتجي ماكايج             | 65                    |
| 7                     | Paula Patiño ‏              | 25                    |

| إس دي وركس ‏ SDW | إس دي وركس ‏ SDW               | إس دي وركس ‏ SDW |
| --------------- | ----------------------------- | --------------- |
| م               | عداء                          | مرتبة           |
| 11              | ديمي فوليرينغ (طريق)          | 1               |
| 12              | Mischa Bredewold ‏             | 63              |
| 13              | إيلينا سيتشيني                | 95              |
| 14              | لوت كوبيكي (طريق و زمني فردي) | 2               |
| 15              | كريستين ماجروس (طريق)         | 60              |
| 16              | مارلين رويسر (طريق)           | 28              |
| 17              | لورينا ويبيس (طريق)           | لم يبدأ-5       |

| كانيون–إس آر إيه إم ‏ CSR | كانيون–إس آر إيه إم ‏ CSR              | كانيون–إس آر إيه إم ‏ CSR |
| ------------------------ | ------------------------------------- | ------------------------ |
| م                        | عداء                                  | مرتبة                    |
| 21                       | كاتارزينا نيفيادوما                   | 3                        |
| 22                       | Ricarda Bauernfeind ‏                  | 9                        |
| 23                       | Elise Chabbey ‏                        | 36                       |
| 24                       | ثريا بالادين                          | 42                       |
| 25                       | سارة روي                              | 90                       |
| 26                       | Agnieszka Skalniak-Sójka ‏ (زمني فردي) | 54                       |
| 27                       | Alice Towers ‏                         | 44                       |

| جامبو فيسما للسيدات ‏ TJV | جامبو فيسما للسيدات ‏ TJV | جامبو فيسما للسيدات ‏ TJV |
| ------------------------ | ------------------------ | ------------------------ |
| م                        | عداء                     | مرتبة                    |
| 31                       | ماريان فوس               | لم يكمل السباق-7         |
| 32                       | آنا هندرسون              | 68                       |
| 33                       | Amber Kraak ‏             | 17                       |
| 34                       | Coryn Labecki            | 103                      |
| 35                       | ريجان ماركوس (زمني فردي) | 11                       |
| 36                       | Karlijn Swinkels ‏        | 76                       |
| 37                       | Eva van Agt ‏             | لم يكمل السباق-2         |

| يو أي أيه تيم ‏ UAD | يو أي أيه تيم ‏ UAD         | يو أي أيه تيم ‏ UAD |
| ------------------ | -------------------------- | ------------------ |
| م                  | عداء                       | مرتبة              |
| 41                 | Silvia Persico ‏            | 14                 |
| 42                 | ألينا أمياليوسيك           | 43                 |
| 43                 | Olivia Baril ‏              | 29                 |
| 44                 | كيارا كونسوني              | لم يبدأ-7          |
| 45                 | Eleonora Gasparrini ‏       | 32                 |
| 46                 | إليزابيث هولدن (زمني فردي) | 59                 |
| 47                 | إيريكا ماجندي              | 13                 |

| فريق سنويب للسيدات ‏ DSM | فريق سنويب للسيدات ‏ DSM | فريق سنويب للسيدات ‏ DSM |
| ----------------------- | ----------------------- | ----------------------- |
| م                       | عداء                    | مرتبة                   |
| 51                      | جولييت لابوس            | 5                       |
| 52                      | Léa Curinier ‏           | 37                      |
| 53                      | فايفر جورجي (طريق)      | 61                      |
| 54                      | Megan Jastrab ‏          | 111                     |
| 55                      | Charlotte Kool ‏         | OTL-7                   |
| 56                      | Esmée Peperkamp ‏        | 48                      |
| 57                      | Elise Uijen ‏            | لم يكمل السباق-4        |

| Lidl–Trek (women's team) ‏ LTK | Lidl–Trek (women's team) ‏ LTK         | Lidl–Trek (women's team) ‏ LTK |
| ----------------------------- | ------------------------------------- | ----------------------------- |
| م                             | عداء                                  | مرتبة                         |
| 61                            | إليسا بالسامو                         | لم يبدأ-7                     |
| 62                            | لوسيندا براند                         | 52                            |
| 63                            | Lizzie Deignan                        | 35                            |
| 64                            | Lauretta Hanson ‏                      | 87                            |
| 65                            | إليسا ونغو بورغيني (طريق و زمني فردي) | لم يبدأ-7                     |
| 66                            | Ilaria Sanguineti ‏                    | 109                           |
| 67                            | أماندا سبرات                          | 10                            |

| FDJ–Suez ‏ FST | FDJ–Suez ‏ FST          | FDJ–Suez ‏ FST    |
| ------------- | ---------------------- | ---------------- |
| م             | عداء                   | مرتبة            |
| 71            | سيسيلي أوتوب لودفيغ    | 7                |
| 72            | Loes Adegeest ‏         | لم يكمل السباق-7 |
| 73            | غريس براون (زمني فردي) | 31               |
| 74            | مارتا كافالي           | 19               |
| 75            | Vittoria Guazzini ‏     | 114              |
| 76            | Évita Muzic ‏           | لم يكمل السباق-5 |
| 77            | جادي فيل               | 67               |

| EF Education–Tibco–SVB ‏ TIB | EF Education–Tibco–SVB ‏ TIB | EF Education–Tibco–SVB ‏ TIB |
| --------------------------- | --------------------------- | --------------------------- |
| م                           | عداء                        | مرتبة                       |
| 81                          | Veronica Ewers ‏             | لم يبدأ-7                   |
| 82                          | Letizia Borghesi ‏           | 62                          |
| 83                          | Kathrin Hammes ‏             | 50                          |
| 84                          | أليسون جاكسون (طريق)        | 108                         |
| 85                          | Sara Poidevin ‏              | 80                          |
| 86                          | Magdeleine Vallieres ‏       | 97                          |
| 87                          | جورجيا وليامز (زمني فردي)   | 58                          |

| ليف ريسينغ ‏ LIV | ليف ريسينغ ‏ LIV                 | ليف ريسينغ ‏ LIV  |
| --------------- | ------------------------------- | ---------------- |
| م               | عداء                            | مرتبة            |
| 91              | مارغريتا فيكتوريا غارسيا (طريق) | لم يبدأ-8        |
| 92              | Caroline Andersson ‏             | 45               |
| 93              | Rachele Barbieri ‏               | لم يكمل السباق-4 |
| 94              | ثاليتا دي جونج                  | 66               |
| 95              | Jeanne Korevaar ‏                | 101              |
| 96              | Silke Smulders ‏                 | 46               |
| 97              | Quinty Ton ‏                     | 56               |

| إن إكس تي جي ريسينغ ‏ AGS | إن إكس تي جي ريسينغ ‏ AGS   | إن إكس تي جي ريسينغ ‏ AGS |
| ------------------------ | -------------------------- | ------------------------ |
| م                        | عداء                       | مرتبة                    |
| 101                      | آشلي مولمان                | 6                        |
| 102                      | Mireia Benito ‏ (زمني فردي) | لم يكمل السباق-1         |
| 103                      | Maaike Boogaard ‏           | 91                       |
| 104                      | Julia Borgström ‏           | 47                       |
| 105                      | Justine Ghekiere ‏          | 22                       |
| 106                      | Lotta Henttala             | مستبعد-6                 |
| 107                      | رومي كاسبر                 | 38                       |

| بلانتور بورا سيلينج تيم ‏ FED | بلانتور بورا سيلينج تيم ‏ FED | بلانتور بورا سيلينج تيم ‏ FED |
| ---------------------------- | ---------------------------- | ---------------------------- |
| م                            | عداء                         | مرتبة                        |
| 111                          | Julie De Wilde ‏              | 82                           |
| 112                          | ساني كانت                    | 85                           |
| 113                          | Yara Kastelijn ‏              | 26                           |
| 114                          | Evy Kuijpers ‏                | 104                          |
| 115                          | Christina Schweinberger ‏     | 39                           |
| 116                          | Marthe Truyen ‏               | 73                           |
| 117                          | Julie Van de Velde ‏          | 57                           |

| فريق كوجياس ميتلر لوك برو للدراجات ‏ CGS | فريق كوجياس ميتلر لوك برو للدراجات ‏ CGS | فريق كوجياس ميتلر لوك برو للدراجات ‏ CGS |
| --------------------------------------- | --------------------------------------- | --------------------------------------- |
| م                                       | عداء                                    | مرتبة                                   |
| 121                                     | Claire Steels ‏                          | 18                                      |
| 122                                     | Fien Delbaere ‏                          | لم يكمل السباق-2                        |
| 123                                     | تمارا بالابولينا ‏                       | 21                                      |
| 124                                     | Nathalie Eklund (cyclist) ‏              | 102                                     |
| 125                                     | Elena Hartmann ‏                         | 79                                      |
| 126                                     | Elizabeth Stannard ‏                     | 53                                      |
| 127                                     | Lara Vieceli ‏                           | لم يبدأ-2                               |

| فريق أونو إكس برو للدراجات للسيدات ‏ UXT | فريق أونو إكس برو للدراجات للسيدات ‏ UXT | فريق أونو إكس برو للدراجات للسيدات ‏ UXT |
| --------------------------------------- | --------------------------------------- | --------------------------------------- |
| م                                       | عداء                                    | مرتبة                                   |
| 131                                     | أنوسكا كوستر                            | 40                                      |
| 132                                     | سوزان أندرسن (طريق)                     | 93                                      |
| 133                                     | ماريا جوليا كونفالونيري                 | لم يبدأ-7                               |
| 134                                     | Marte Berg Edseth ‏                      | لم يكمل السباق-3                        |
| 135                                     | هانا لودفيغ                             | 71                                      |
| 136                                     | Wilma Olausson ‏                         | 106                                     |
| 137                                     | Mie Bjørndal Ottestad ‏ (زمني فردي)      | لم يبدأ-5                               |

| St. Michel–Preference Home–Auber93 (women's team) ‏ AUB | St. Michel–Preference Home–Auber93 (women's team) ‏ AUB | St. Michel–Preference Home–Auber93 (women's team) ‏ AUB |
| ------------------------------------------------------ | ------------------------------------------------------ | ------------------------------------------------------ |
| م                                                      | عداء                                                   | مرتبة                                                  |
| 141                                                    | Coralie Demay ‏                                         | 27                                                     |
| 142                                                    | Sandrine Bideau ‏                                       | 112                                                    |
| 143                                                    | Simone Boilard ‏                                        | 34                                                     |
| 144                                                    | Camille Fahy ‏                                          | 86                                                     |
| 145                                                    | Célia Le Mouel ‏                                        | 88                                                     |
| 146                                                    | Dilyxine Miermont ‏                                     | 64                                                     |
| 147                                                    | Margot Pompanon ‏                                       | 81                                                     |

| رالي سايكلنج ‏ HPW | رالي سايكلنج ‏ HPW                      | رالي سايكلنج ‏ HPW |
| ----------------- | -------------------------------------- | ----------------- |
| م                 | عداء                                   | مرتبة             |
| 151               | Audrey Cordon-Ragot                    | 33                |
| 152               | Alice Barnes                           | OTL-7             |
| 153               | Henrietta Christie ‏                    | 105               |
| 154               | Antri Christoforou ‏ (طريق و زمني فردي) | 119               |
| 155               | Barbara Malcotti ‏                      | 24                |
| 156               | Marjolein van 't Geloof ‏               | 123               |
| 157               | Eri Yonamine ‏ (زمني فردي)              | 78                |

| Cofidis Women Team ‏ COF | Cofidis Women Team ‏ COF  | Cofidis Women Team ‏ COF |
| ----------------------- | ------------------------ | ----------------------- |
| م                       | عداء                     | مرتبة                   |
| 161                     | كلارا كوبينبرج           | 15                      |
| 162                     | Martina Alzini ‏          | لم يكمل السباق-7        |
| 163                     | Morgane Coston ‏          | 74                      |
| 164                     | Špela Kern ‏              | لم يبدأ-3               |
| 165                     | Rachel Neylan ‏           | 49                      |
| 166                     | Gabrielle Pilote Fortin ‏ | لم يكمل السباق-5        |
| 167                     | Josie Talbot ‏            | 122                     |

| Liv AlUla Jayco ‏ BEX | Liv AlUla Jayco ‏ BEX | Liv AlUla Jayco ‏ BEX |
| -------------------- | -------------------- | -------------------- |
| م                    | عداء                 | مرتبة                |
| 171                  | أني سانستيبان        | 8                    |
| 172                  | جيسيكا ألين          | 118                  |
| 173                  | Teniel Campbell ‏     | 99                   |
| 174                  | Georgie Howe ‏        | 96                   |
| 175                  | نينا كيسلر           | 94                   |
| 176                  | Alexandra Manly ‏     | 75                   |
| 177                  | Amber Pate ‏          | 72                   |

| دروبز ‏ DRP | دروبز ‏ DRP         | دروبز ‏ DRP       |
| ---------- | ------------------ | ---------------- |
| م          | عداء               | مرتبة            |
| 181        | Margaux Vigié ‏     | 110              |
| 182        | Natalie Grinczer ‏  | 30               |
| 183        | Typhaine Laurance ‏ | 120              |
| 184        | Kaja Rysz ‏         | لم يكمل السباق-5 |
| 185        | April Tacey ‏       | 116              |
| 186        | NED                | لم يكمل السباق-7 |
| 187        | Ella Wyllie ‏       | 16               |

| Ceratizit Pro Cycling ‏ WNT | Ceratizit Pro Cycling ‏ WNT   | Ceratizit Pro Cycling ‏ WNT |
| -------------------------- | ---------------------------- | -------------------------- |
| م                          | عداء                         | مرتبة                      |
| 191                        | Cédrine Kerbaol ‏ (زمني فردي) | 12                         |
| 192                        | ساندرا ألونسو                | 92                         |
| 193                        | Alice Maria Arzuffi ‏         | 41                         |
| 194                        | Nina Berton ‏                 | 83                         |
| 195                        | Arianna Fidanza ‏             | 98                         |
| 196                        | Marta Lach ‏                  | 51                         |
| 197                        | Kathrin Schweinberger ‏       | 100                        |

| اركيا للسيدات ‏ ARK | اركيا للسيدات ‏ ARK       | اركيا للسيدات ‏ ARK |
| ------------------ | ------------------------ | ------------------ |
| م                  | عداء                     | مرتبة              |
| 201                | Danielle De Francesco ‏   | 77                 |
| 202                | Clara Emond ‏             | 23                 |
| 203                | Maaike Coljé ‏            | 55                 |
| 204                | Amandine Fouquenet ‏      | لم يكمل السباق-2   |
| 205                | Anastasiya Kolesava ‏     | 115                |
| 206                | Marie-Morgane Le Deunff ‏ | OTL-6              |
| 207                | Anaïs Morichon ‏          | لم يكمل السباق-4   |

| تيم كوب هايتك بوردكتس ‏ HPU | تيم كوب هايتك بوردكتس ‏ HPU  | تيم كوب هايتك بوردكتس ‏ HPU |
| -------------------------- | --------------------------- | -------------------------- |
| م                          | عداء                        | مرتبة                      |
| 211                        | Jenny Rissveds ‏ (زمني فردي) | لم يبدأ-5                  |
| 212                        | Stine Dale ‏                 | 107                        |
| 213                        | India Grangier ‏             | 117                        |
| 214                        | Sigrid Ytterhus Haugset ‏    | 69                         |
| 215                        | Tiril Jørgensen ‏            | 113                        |
| 216                        | Lucie Jounier ‏              | لم يكمل السباق-3           |
| 217                        | Josie Nelson ‏               | 121                        |

| موفيستار للسيدات ‏ MOV | موفيستار للسيدات ‏ MOV      | موفيستار للسيدات ‏ MOV |
| --------------------- | -------------------------- | --------------------- |
| م                     | عداء                       | مرتبة                 |
| 1                     | أنيميك فان فليوتن (طريق)   | 4                     |
| 2                     | أود بيانيك                 | 84                    |
| 3                     | شيلا جوتيريز               | 89                    |
| 4                     | Emma Norsgaard (زمني فردي) | 70                    |
| 5                     | ليان ليبرت (طريق)          | 20                    |
| 6                     | فلورتجي ماكايج             | 65                    |
| 7                     | Paula Patiño ‏              | 25                    |

| إس دي وركس ‏ SDW | إس دي وركس ‏ SDW               | إس دي وركس ‏ SDW |
| --------------- | ----------------------------- | --------------- |
| م               | عداء                          | مرتبة           |
| 11              | ديمي فوليرينغ (طريق)          | 1               |
| 12              | Mischa Bredewold ‏             | 63              |
| 13              | إيلينا سيتشيني                | 95              |
| 14              | لوت كوبيكي (طريق و زمني فردي) | 2               |
| 15              | كريستين ماجروس (طريق)         | 60              |
| 16              | مارلين رويسر (طريق)           | 28              |
| 17              | لورينا ويبيس (طريق)           | لم يبدأ-5       |

| كانيون–إس آر إيه إم ‏ CSR | كانيون–إس آر إيه إم ‏ CSR              | كانيون–إس آر إيه إم ‏ CSR |
| ------------------------ | ------------------------------------- | ------------------------ |
| م                        | عداء                                  | مرتبة                    |
| 21                       | كاتارزينا نيفيادوما                   | 3                        |
| 22                       | Ricarda Bauernfeind ‏                  | 9                        |
| 23                       | Elise Chabbey ‏                        | 36                       |
| 24                       | ثريا بالادين                          | 42                       |
| 25                       | سارة روي                              | 90                       |
| 26                       | Agnieszka Skalniak-Sójka ‏ (زمني فردي) | 54                       |
| 27                       | Alice Towers ‏                         | 44                       |

| جامبو فيسما للسيدات ‏ TJV | جامبو فيسما للسيدات ‏ TJV | جامبو فيسما للسيدات ‏ TJV |
| ------------------------ | ------------------------ | ------------------------ |
| م                        | عداء                     | مرتبة                    |
| 31                       | ماريان فوس               | لم يكمل السباق-7         |
| 32                       | آنا هندرسون              | 68                       |
| 33                       | Amber Kraak ‏             | 17                       |
| 34                       | Coryn Labecki            | 103                      |
| 35                       | ريجان ماركوس (زمني فردي) | 11                       |
| 36                       | Karlijn Swinkels ‏        | 76                       |
| 37                       | Eva van Agt ‏             | لم يكمل السباق-2         |

| يو أي أيه تيم ‏ UAD | يو أي أيه تيم ‏ UAD         | يو أي أيه تيم ‏ UAD |
| ------------------ | -------------------------- | ------------------ |
| م                  | عداء                       | مرتبة              |
| 41                 | Silvia Persico ‏            | 14                 |
| 42                 | ألينا أمياليوسيك           | 43                 |
| 43                 | Olivia Baril ‏              | 29                 |
| 44                 | كيارا كونسوني              | لم يبدأ-7          |
| 45                 | Eleonora Gasparrini ‏       | 32                 |
| 46                 | إليزابيث هولدن (زمني فردي) | 59                 |
| 47                 | إيريكا ماجندي              | 13                 |

| فريق سنويب للسيدات ‏ DSM | فريق سنويب للسيدات ‏ DSM | فريق سنويب للسيدات ‏ DSM |
| ----------------------- | ----------------------- | ----------------------- |
| م                       | عداء                    | مرتبة                   |
| 51                      | جولييت لابوس            | 5                       |
| 52                      | Léa Curinier ‏           | 37                      |
| 53                      | فايفر جورجي (طريق)      | 61                      |
| 54                      | Megan Jastrab ‏          | 111                     |
| 55                      | Charlotte Kool ‏         | OTL-7                   |
| 56                      | Esmée Peperkamp ‏        | 48                      |
| 57                      | Elise Uijen ‏            | لم يكمل السباق-4        |

| Lidl–Trek (women's team) ‏ LTK | Lidl–Trek (women's team) ‏ LTK         | Lidl–Trek (women's team) ‏ LTK |
| ----------------------------- | ------------------------------------- | ----------------------------- |
| م                             | عداء                                  | مرتبة                         |
| 61                            | إليسا بالسامو                         | لم يبدأ-7                     |
| 62                            | لوسيندا براند                         | 52                            |
| 63                            | Lizzie Deignan                        | 35                            |
| 64                            | Lauretta Hanson ‏                      | 87                            |
| 65                            | إليسا ونغو بورغيني (طريق و زمني فردي) | لم يبدأ-7                     |
| 66                            | Ilaria Sanguineti ‏                    | 109                           |
| 67                            | أماندا سبرات                          | 10                            |

| FDJ–Suez ‏ FST | FDJ–Suez ‏ FST          | FDJ–Suez ‏ FST    |
| ------------- | ---------------------- | ---------------- |
| م             | عداء                   | مرتبة            |
| 71            | سيسيلي أوتوب لودفيغ    | 7                |
| 72            | Loes Adegeest ‏         | لم يكمل السباق-7 |
| 73            | غريس براون (زمني فردي) | 31               |
| 74            | مارتا كافالي           | 19               |
| 75            | Vittoria Guazzini ‏     | 114              |
| 76            | Évita Muzic ‏           | لم يكمل السباق-5 |
| 77            | جادي فيل               | 67               |

| EF Education–Tibco–SVB ‏ TIB | EF Education–Tibco–SVB ‏ TIB | EF Education–Tibco–SVB ‏ TIB |
| --------------------------- | --------------------------- | --------------------------- |
| م                           | عداء                        | مرتبة                       |
| 81                          | Veronica Ewers ‏             | لم يبدأ-7                   |
| 82                          | Letizia Borghesi ‏           | 62                          |
| 83                          | Kathrin Hammes ‏             | 50                          |
| 84                          | أليسون جاكسون (طريق)        | 108                         |
| 85                          | Sara Poidevin ‏              | 80                          |
| 86                          | Magdeleine Vallieres ‏       | 97                          |
| 87                          | جورجيا وليامز (زمني فردي)   | 58                          |

| ليف ريسينغ ‏ LIV | ليف ريسينغ ‏ LIV                 | ليف ريسينغ ‏ LIV  |
| --------------- | ------------------------------- | ---------------- |
| م               | عداء                            | مرتبة            |
| 91              | مارغريتا فيكتوريا غارسيا (طريق) | لم يبدأ-8        |
| 92              | Caroline Andersson ‏             | 45               |
| 93              | Rachele Barbieri ‏               | لم يكمل السباق-4 |
| 94              | ثاليتا دي جونج                  | 66               |
| 95              | Jeanne Korevaar ‏                | 101              |
| 96              | Silke Smulders ‏                 | 46               |
| 97              | Quinty Ton ‏                     | 56               |

| إن إكس تي جي ريسينغ ‏ AGS | إن إكس تي جي ريسينغ ‏ AGS   | إن إكس تي جي ريسينغ ‏ AGS |
| ------------------------ | -------------------------- | ------------------------ |
| م                        | عداء                       | مرتبة                    |
| 101                      | آشلي مولمان                | 6                        |
| 102                      | Mireia Benito ‏ (زمني فردي) | لم يكمل السباق-1         |
| 103                      | Maaike Boogaard ‏           | 91                       |
| 104                      | Julia Borgström ‏           | 47                       |
| 105                      | Justine Ghekiere ‏          | 22                       |
| 106                      | Lotta Henttala             | مستبعد-6                 |
| 107                      | رومي كاسبر                 | 38                       |

| بلانتور بورا سيلينج تيم ‏ FED | بلانتور بورا سيلينج تيم ‏ FED | بلانتور بورا سيلينج تيم ‏ FED |
| ---------------------------- | ---------------------------- | ---------------------------- |
| م                            | عداء                         | مرتبة                        |
| 111                          | Julie De Wilde ‏              | 82                           |
| 112                          | ساني كانت                    | 85                           |
| 113                          | Yara Kastelijn ‏              | 26                           |
| 114                          | Evy Kuijpers ‏                | 104                          |
| 115                          | Christina Schweinberger ‏     | 39                           |
| 116                          | Marthe Truyen ‏               | 73                           |
| 117                          | Julie Van de Velde ‏          | 57                           |

| فريق كوجياس ميتلر لوك برو للدراجات ‏ CGS | فريق كوجياس ميتلر لوك برو للدراجات ‏ CGS | فريق كوجياس ميتلر لوك برو للدراجات ‏ CGS |
| --------------------------------------- | --------------------------------------- | --------------------------------------- |
| م                                       | عداء                                    | مرتبة                                   |
| 121                                     | Claire Steels ‏                          | 18                                      |
| 122                                     | Fien Delbaere ‏                          | لم يكمل السباق-2                        |
| 123                                     | تمارا بالابولينا ‏                       | 21                                      |
| 124                                     | Nathalie Eklund (cyclist) ‏              | 102                                     |
| 125                                     | Elena Hartmann ‏                         | 79                                      |
| 126                                     | Elizabeth Stannard ‏                     | 53                                      |
| 127                                     | Lara Vieceli ‏                           | لم يبدأ-2                               |

| فريق أونو إكس برو للدراجات للسيدات ‏ UXT | فريق أونو إكس برو للدراجات للسيدات ‏ UXT | فريق أونو إكس برو للدراجات للسيدات ‏ UXT |
| --------------------------------------- | --------------------------------------- | --------------------------------------- |
| م                                       | عداء                                    | مرتبة                                   |
| 131                                     | أنوسكا كوستر                            | 40                                      |
| 132                                     | سوزان أندرسن (طريق)                     | 93                                      |
| 133                                     | ماريا جوليا كونفالونيري                 | لم يبدأ-7                               |
| 134                                     | Marte Berg Edseth ‏                      | لم يكمل السباق-3                        |
| 135                                     | هانا لودفيغ                             | 71                                      |
| 136                                     | Wilma Olausson ‏                         | 106                                     |
| 137                                     | Mie Bjørndal Ottestad ‏ (زمني فردي)      | لم يبدأ-5                               |

| St. Michel–Preference Home–Auber93 (women's team) ‏ AUB | St. Michel–Preference Home–Auber93 (women's team) ‏ AUB | St. Michel–Preference Home–Auber93 (women's team) ‏ AUB |
| ------------------------------------------------------ | ------------------------------------------------------ | ------------------------------------------------------ |
| م                                                      | عداء                                                   | مرتبة                                                  |
| 141                                                    | Coralie Demay ‏                                         | 27                                                     |
| 142                                                    | Sandrine Bideau ‏                                       | 112                                                    |
| 143                                                    | Simone Boilard ‏                                        | 34                                                     |
| 144                                                    | Camille Fahy ‏                                          | 86                                                     |
| 145                                                    | Célia Le Mouel ‏                                        | 88                                                     |
| 146                                                    | Dilyxine Miermont ‏                                     | 64                                                     |
| 147                                                    | Margot Pompanon ‏                                       | 81                                                     |

| رالي سايكلنج ‏ HPW | رالي سايكلنج ‏ HPW                      | رالي سايكلنج ‏ HPW |
| ----------------- | -------------------------------------- | ----------------- |
| م                 | عداء                                   | مرتبة             |
| 151               | Audrey Cordon-Ragot                    | 33                |
| 152               | Alice Barnes                           | OTL-7             |
| 153               | Henrietta Christie ‏                    | 105               |
| 154               | Antri Christoforou ‏ (طريق و زمني فردي) | 119               |
| 155               | Barbara Malcotti ‏                      | 24                |
| 156               | Marjolein van 't Geloof ‏               | 123               |
| 157               | Eri Yonamine ‏ (زمني فردي)              | 78                |

| Cofidis Women Team ‏ COF | Cofidis Women Team ‏ COF  | Cofidis Women Team ‏ COF |
| ----------------------- | ------------------------ | ----------------------- |
| م                       | عداء                     | مرتبة                   |
| 161                     | كلارا كوبينبرج           | 15                      |
| 162                     | Martina Alzini ‏          | لم يكمل السباق-7        |
| 163                     | Morgane Coston ‏          | 74                      |
| 164                     | Špela Kern ‏              | لم يبدأ-3               |
| 165                     | Rachel Neylan ‏           | 49                      |
| 166                     | Gabrielle Pilote Fortin ‏ | لم يكمل السباق-5        |
| 167                     | Josie Talbot ‏            | 122                     |

| Liv AlUla Jayco ‏ BEX | Liv AlUla Jayco ‏ BEX | Liv AlUla Jayco ‏ BEX |
| -------------------- | -------------------- | -------------------- |
| م                    | عداء                 | مرتبة                |
| 171                  | أني سانستيبان        | 8                    |
| 172                  | جيسيكا ألين          | 118                  |
| 173                  | Teniel Campbell ‏     | 99                   |
| 174                  | Georgie Howe ‏        | 96                   |
| 175                  | نينا كيسلر           | 94                   |
| 176                  | Alexandra Manly ‏     | 75                   |
| 177                  | Amber Pate ‏          | 72                   |

| دروبز ‏ DRP | دروبز ‏ DRP         | دروبز ‏ DRP       |
| ---------- | ------------------ | ---------------- |
| م          | عداء               | مرتبة            |
| 181        | Margaux Vigié ‏     | 110              |
| 182        | Natalie Grinczer ‏  | 30               |
| 183        | Typhaine Laurance ‏ | 120              |
| 184        | Kaja Rysz ‏         | لم يكمل السباق-5 |
| 185        | April Tacey ‏       | 116              |
| 186        | NED                | لم يكمل السباق-7 |
| 187        | Ella Wyllie ‏       | 16               |

| Ceratizit Pro Cycling ‏ WNT | Ceratizit Pro Cycling ‏ WNT   | Ceratizit Pro Cycling ‏ WNT |
| -------------------------- | ---------------------------- | -------------------------- |
| م                          | عداء                         | مرتبة                      |
| 191                        | Cédrine Kerbaol ‏ (زمني فردي) | 12                         |
| 192                        | ساندرا ألونسو                | 92                         |
| 193                        | Alice Maria Arzuffi ‏         | 41                         |
| 194                        | Nina Berton ‏                 | 83                         |
| 195                        | Arianna Fidanza ‏             | 98                         |
| 196                        | Marta Lach ‏                  | 51                         |
| 197                        | Kathrin Schweinberger ‏       | 100                        |

| اركيا للسيدات ‏ ARK | اركيا للسيدات ‏ ARK       | اركيا للسيدات ‏ ARK |
| ------------------ | ------------------------ | ------------------ |
| م                  | عداء                     | مرتبة              |
| 201                | Danielle De Francesco ‏   | 77                 |
| 202                | Clara Emond ‏             | 23                 |
| 203                | Maaike Coljé ‏            | 55                 |
| 204                | Amandine Fouquenet ‏      | لم يكمل السباق-2   |
| 205                | Anastasiya Kolesava ‏     | 115                |
| 206                | Marie-Morgane Le Deunff ‏ | OTL-6              |
| 207                | Anaïs Morichon ‏          | لم يكمل السباق-4   |

| تيم كوب هايتك بوردكتس ‏ HPU | تيم كوب هايتك بوردكتس ‏ HPU  | تيم كوب هايتك بوردكتس ‏ HPU |
| -------------------------- | --------------------------- | -------------------------- |
| م                          | عداء                        | مرتبة                      |
| 211                        | Jenny Rissveds ‏ (زمني فردي) | لم يبدأ-5                  |
| 212                        | Stine Dale ‏                 | 107                        |
| 213                        | India Grangier ‏             | 117                        |
| 214                        | Sigrid Ytterhus Haugset ‏    | 69                         |
| 215                        | Tiril Jørgensen ‏            | 113                        |
| 216                        | Lucie Jounier ‏              | لم يكمل السباق-3           |
| 217                        | Josie Nelson ‏               | 121                        |

## التصنيف العام النهائي
| التصنيف العام         | التصنيف العام        | التصنيف العام             | التصنيف العام  | التصنيف العام |
| المتسابقة             | المتسابقة            | الفريق                    | الوقت          |               |
| --------------------- | -------------------- | ------------------------- | -------------- | ------------- |
| 1                     | ديمي فوليرينغ        | إس دي وركس ‏               | 25 س 17 د 35 ث |               |
| 2                     | لوت كوبيكي           | إس دي وركس ‏               | + 3 د 03 ث     |               |
| 3                     | Katarzyna Niewiadoma | كانيون–إس آر إيه إم ‏      | + 3 د 03 ث     |               |
| 4                     | أنيميك فان فليوتن    | موفيستار للسيدات ‏         | + 3 د 59 ث     |               |
| 5                     | جولييت لابوس         | فريق سنويب للسيدات ‏       | + 4 د 48 ث     |               |
| 6                     | آشلي مولمان          | إن إكس تي جي ريسينغ ‏      | + 5 د 21 ث     |               |
| 7                     | سيسيلي أوتوب لودفيغ  | FDJ–Suez ‏                 | + 9 د 09 ث     |               |
| 8                     | أني سانستيبان        | Liv AlUla Jayco ‏          | + 9 د 36 ث     |               |
| 9                     | Ricarda Bauernfeind ‏ | كانيون–إس آر إيه إم ‏      | + 9 د 56 ث     |               |
| 10                    | أماندا سبرات         | Lidl–Trek (women's team) ‏ | + 10 د 14 ث    |               |
|                       |                      |                           |                |               |
| مصدر: ProCyclingStats |                      |                           |                |               |

### تصنيف النقاط
| تصنيف النقاط          | تصنيف النقاط         | تصنيف النقاط             | تصنيف النقاط | تصنيف النقاط |
| المتسابقة             | المتسابقة            | الفريق                   | النقاط       |              |
| --------------------- | -------------------- | ------------------------ | ------------ | ------------ |
| 1                     | لوت كوبيكي           | إس دي وركس ‏              | 243 نقطة     |              |
| 2                     | آشلي مولمان          | إن إكس تي جي ريسينغ ‏     | 153 نقطة     |              |
| 3                     | ديمي فوليرينغ        | إس دي وركس ‏              | 97 نقطة      |              |
| 4                     | Ricarda Bauernfeind ‏ | كانيون–إس آر إيه إم ‏     | 81 نقطة      |              |
| 5                     | Emma Norsgaard       | موفيستار للسيدات ‏        | 67 نقطة      |              |
| 6                     | Katarzyna Niewiadoma | كانيون–إس آر إيه إم ‏     | 66 نقطة      |              |
| 7                     | ليان ليبرت           | موفيستار للسيدات ‏        | 64 نقطة      |              |
| 8                     | مارلين رويسر         | إس دي وركس ‏              | 61 نقطة      |              |
| 9                     | Yara Kastelijn ‏      | بلانتور بورا سيلينج تيم ‏ | 60 نقطة      |              |
| 10                    | أنيميك فان فليوتن    | موفيستار للسيدات ‏        | 59 نقطة      |              |
|                       |                      |                          |              |              |
| مصدر: ProCyclingStats |                      |                          |              |              |

### تصنيف الجبال
| تصنيف الجبال          | تصنيف الجبال              | تصنيف الجبال                        | تصنيف الجبال | تصنيف الجبال |
| المتسابقة             | المتسابقة                 | الفريق                              | النقاط       |              |
| --------------------- | ------------------------- | ----------------------------------- | ------------ | ------------ |
| 1                     | Katarzyna Niewiadoma      | كانيون–إس آر إيه إم ‏                | 27 نقطة      |              |
| 2                     | Yara Kastelijn ‏           | بلانتور بورا سيلينج تيم ‏            | 23 نقطة      |              |
| 3                     | ديمي فوليرينغ             | إس دي وركس ‏                         | 19 نقطة      |              |
| 4                     | أنوسكا كوستر              | فريق أونو إكس برو للدراجات للسيدات ‏ | 19 نقطة      |              |
| 5                     | أنيميك فان فليوتن         | موفيستار للسيدات ‏                   | 18 نقطة      |              |
| 6                     | Kathrin Hammes ‏           | EF Education–Tibco–SVB ‏             | 11 نقطة      |              |
| 7                     | آشلي مولمان               | إن إكس تي جي ريسينغ ‏                | 11 نقطة      |              |
| 8                     | جولييت لابوس              | فريق سنويب للسيدات ‏                 | 10 نقطة      |              |
| 9                     | Julie Van de Velde ‏       | بلانتور بورا سيلينج تيم ‏            | 9 نقطة       |              |
| 10                    | Agnieszka Skalniak-Sójka ‏ | كانيون–إس آر إيه إم ‏                | 8 نقطة       |              |
|                       |                           |                                     |              |              |
| مصدر: ProCyclingStats |                           |                                     |              |              |

## تصنيف الفرق

### الفرق حسب الوقت
| تصنيف الفرق حسب الوقت | تصنيف الفرق حسب الوقت               | تصنيف الفرق حسب الوقت | تصنيف الفرق حسب الوقت |
| الفريق                | الفريق                              | الوقت                 |                       |
| --------------------- | ----------------------------------- | --------------------- | --------------------- |
| 1                     | إس دي وركس ‏                         | 76 س 17 د 38 ث        |                       |
| 2                     | كانيون–إس آر إيه إم ‏                | + 12 د 05 ث           |                       |
| 3                     | موفيستار للسيدات ‏                   | + 18 د 03 ث           |                       |
| 4                     | FDJ–Suez ‏                           | + 19 د 40 ث           |                       |
| 5                     | يو أي أيه تيم ‏                      | + 31 د 26 ث           |                       |
| 6                     | إن إكس تي جي ريسينغ ‏                | + 35 د 53 ث           |                       |
| 7                     | جامبو فيسما للسيدات ‏                | + 44 د 26 ث           |                       |
| 8                     | Lidl–Trek (women's team) ‏           | + 47 د 31 ث           |                       |
| 9                     | فريق سنويب للسيدات ‏                 | + 50 د 20 ث           |                       |
| 10                    | فريق كوجياس ميتلر لوك برو للدراجات ‏ | + 57 د 29 ث           |                       |
|                       |                                     |                       |                       |
| مصدر: ProCyclingStats |                                     |                       |                       |

## تصانيف فرعية

### تصنيف أفضل شاب
| تصنيف أفضل شابة       | تصنيف أفضل شابة      | تصنيف أفضل شابة          | تصنيف أفضل شابة | تصنيف أفضل شابة |
| المتسابقة             | المتسابقة            | الفريق                   | الوقت           |                 |
| --------------------- | -------------------- | ------------------------ | --------------- | --------------- |
| 1                     | Cédrine Kerbaol ‏     | Ceratizit Pro Cycling ‏   | 25 س 30 د 02 ث  |                 |
| 2                     | Ella Wyllie ‏         | دروبز ‏                   | + 3 د 08 ث      |                 |
| 3                     | Eleonora Gasparrini ‏ | يو أي أيه تيم ‏           | + 23 د 06 ث     |                 |
| 4                     | Léa Curinier ‏        | فريق سنويب للسيدات ‏      | + 28 د 05 ث     |                 |
| 5                     | Alice Towers ‏        | كانيون–إس آر إيه إم ‏     | + 32 د 10 ث     |                 |
| 6                     | Caroline Andersson ‏  | ليف ريسينغ ‏              | + 32 د 46 ث     |                 |
| 7                     | Silke Smulders ‏      | ليف ريسينغ ‏              | + 32 د 58 ث     |                 |
| 8                     | Julia Borgström ‏     | إن إكس تي جي ريسينغ ‏     | + 33 د 28 ث     |                 |
| 9                     | Julie De Wilde ‏      | بلانتور بورا سيلينج تيم ‏ | + 57 د 40 ث     |                 |
| 10                    | Nina Berton ‏         | Ceratizit Pro Cycling ‏   | + 57 د 41 ث     |                 |
|                       |                      |                          |                 |                 |
| مصدر: ProCyclingStats |                      |                          |                 |                 |

## وصلات خارجية
- الموقع الرسمي
- لمحة عن سباق طواف فرنسا للسيدات 2023 على موقع  ProCyclingStats   (برو  سايكلنج  ستاتس) - إحصاءات  محترفي  الدراجات.
- طواف فرنسا للسيدات 2023 على موقع إحصائيات الدراجات الإحترافية (الإنجليزية)